# 이종오 (1948년)
이종오(李鍾旿, 1948년 3월 22일 - )는 대한민국의 사회학자, 대학 교수이다. 본관은 전의.
계명대학교 사회학과 조교수와 부교수, 교수, 명지대학교 교수 등을 역임하였으며 국민의 정부, 참여 정부의 대통령 자문 정책기획위원회 위원이었고, 2002년 12월 노무현 대통령 당선 직후 대통령직인수위원회에 참여하였다. 세계보건기구(WHO) 사무총장을 지낸 이종욱의 동생이다.

## 생애
이종오는 1948년 서울 출생으로, 서울 경복고등학교와 서울대학교 상과대학을 졸업하였으며, 독일로 유학, 마르부르크필립대학교 대학원에서 사회학 박사 학위를 받았다. 또한 서울대학교 상학 박사 학위를 받았다.
1985년 계명대학교 사회과학대학 사회학과 조교수가 되고, 1997년 계명대학교 사회과학부 사회학전공 부교수가 되었다가 계명대학교 사회과학대학 사회학과 교수가 되어 2004년까지 재직하였다. 2000년에는 한국토지공사 비상임이사에 위촉되었고, 대통령자문 정책기획위원회 사회문화분과 위원을 역임하였다.
그밖에 제일모직과 삼성물산을 거쳐 대통령 직속의 반부패특별위원회 위원, 대통령 자문 정책기획위원회 위원(사회문화 분야)으로 일하면서 각종 개혁 정책들을 제안해 온 것으로 알려졌다. 2001년 당시 노무현 당선자가 새천년민주당 대통령 후보로 선출된 이후 당선때까지 노무현 측의 정책 자문을 맡아 왔다.
2002년 노무현 대통령직 인수위원회 국민참여센터 본부장이 되어 노무현 정권 초반 각종 개혁과제에 대한 시민사회단체의 여론수렴을 맡아보았으며 2003년 노무현 정부 출범 이후 대통령자문 정책기획위언장, 2006년 국무총리 산하 경제인문사회연구회 이사장을 역임하였다. 2013년 명지대학교를 정년퇴직하였다
2002년 12월 19일부터 2003년 2월까지 대통령직인수위원회를 맡아보다가 명지대학교의 교수로도 재직하였고, 2003년 대통령자문 정책기획위원회 위원장이 되고, 2004년에는 명지대학교 교육학습개발원 부교수가 되었다. 2006년 2월 한국기독자교수협의회 회장에 선임되었고, 2006년 4월에는 국무총리실 제2대 경제·인문사회연구회 이사장이 되었다.

## 학위
- 마르부르크필립대학교 대학원 사회학 박사
- 서울대학교 상학 박사

## 가족 관계
- 누나 : 이종원
- 형 : 이종욱(李鍾郁, 1945년 4월 12일 - 2006년 5월 22일), 의사, WHO 사무총장
- 형수 : 가부라키 레이코(鏑木玲子, 1945년 - ), 사회사업가
  - 조카 : 이충호(1978년 - )
- 동생 : 이종구(1953년 6월 19일 - ), 성공회대학교 사회학과 교수
- 부인 :신필균(1947-), 김대중 대통령 청와대에서 시민사회비서관(1999-2002) 이후 장애인고용촉진공단 이사장(2002-2004), 사회복지공돔모금회 '사랑의열매) 사무총장(2006-2008)을 역임하였으며 저서로 "복지국가 스웨덴"이 있다.

## 기타
형은 의사이자 세계보건기구WHO의 사무총장을 지낸 이종욱이다. 동생은 성공회대 사회학과 교수인 이종구이다.

## 같이 보기
- 계명대학교
- 노무현 정부
- 김대중 정부
- 대통령직 인수위원회
- 이종욱
- 노무현
- 진중권
- 김대중